# Черпка, Хелена
Хеле́на Че́рпка (пол. Helena Cierpka, в монашестве — Мария Гвидона; 11 апреля 1900, Калиш — 1 августа 1943, Новогрудский район, Барановичская область) — блаженная Римско-католической церкви, монахиня женской монашеской конгрегации  «Сёстры Святого Семейства из Назарета» (назаретанки), мученица. Одна из одиннадцати Новогрудских мучениц.

## Биография
В 1927 году вступила в женскую монашескую конгрегацию «Сёстры Святого Семейства из Назарета» (назаретанки). Новициат проходила в Гродно, там же приняла вечные монашеские обеты, взяв себе монашеское имя Мария Гвидона. В 1936 году вместе с другими монахинями по просьбе епископа приехала в монастырь в Новогрудок, Белоруссия, где исполняла послушание в монастырском саду.
В августе 1943 года в Новогрудке происходили массовые репрессии против мирного населения. Хелена Черпка вместе с другими монахинями предложила немецким оккупационным властям заменить собой арестованных мирных жителей. В ночь с 31 июля на 1 августа была арестована вместе с другими монахинями монастыря и расстреляна рано утром 1 августа в лесу недалеко от Новогрудка.

## Прославление
5 марта 2000 года причислена к лику блаженных римским папой Иоанном Павлом II.